# ورونتش (غوهران)
ورونتش (بالفارسية: ورونچ) هي قرية تقع في إيران في Gowharan Rural District. يقدر عدد سكانها بـ 0 نسمة بحسب إحصاء 2016.